# Kampioenschap van Vlaanderen 1971
Il Kampioenschap van Vlaanderen 1971, cinquantaseiesima edizione della corsa, si svolse il 16 settembre 1971 su un percorso di 150 km, con partenza e arrivo a Koolskamp. Fu vinto dal belga Eric Leman della Flandria-Mars davanti ai suoi connazionali Rik Van Linden e Willy Planckaert.

## Ordine d'arrivo (Top 10)
| Pos. | Corridore            | Squadra             | Tempo    |
| ---- | -------------------- | ------------------- | -------- |
| 1    | Eric Leman           | Flandria-Mars       | 3h29'00" |
| 2    | Rik Van Linden       | Hertekamp-Magniflex | s.t.     |
| 3    | Willy Planckaert     | Goldor              | s.t.     |
| 4    | Tony Daelemans       |                     | s.t.     |
| 5    | Daniel Van Ryckeghem | Sonolor-Lejeune     | s.t.     |
| 6    | Pieter Nassen        | Flandria-Mars       | s.t.     |
| 7    | Walter Planckaert    | Goldor              | s.t.     |
| 8    | Eddy Merckx          | Molteni             | s.t.     |
| 9    | Roger Jochmans       | Hertekamp-Magniflex | s.t.     |
| 10   | Roger De Vlaeminck   | Flandria-Mars       | s.t.     |